# Baraksai
Baraksai oder Barakzai (persisch بارک‌زایی) war eine paschtunische Dynastie in Afghanistan von 1826 bis 1973.
Seit Gründung des Landes durch die Dynastie der Durrani im Jahre 1747 hatten die Baraksai das Amt von Wesiren inne, wodurch sie erheblichen Einfluss erlangten.
Der Name Afghanistan (wörtlich „Land der Paschtunen“) wurde am Anfang des 19. Jahrhunderts durch die Baraksai eingeführt. Afghan, ursprünglich für Paschto-Sprecher gebraucht, bedeutet heute jedoch gemäß der Verfassung von Zahir Schah (1964) „Staatsbürger von Afghanistan“.
Zu Beginn des 19. Jahrhunderts kam es ebenfalls zu heftigen Machtkämpfen mit den Durrani, in deren Folge die Baraksai fast ausgerottet wurden. 1826 konnte sich aber Dost Mohammed (1826–1863) in Kabul durchsetzen und die Dynastie der Baraksai begründen. Nach der Unterwerfung Kandahars nahm Dost Mohammed den Titel eines Emirs an. Zunächst versuchte Großbritannien im Ersten Anglo-Afghanischen Krieg (1839–1842) die Kontrolle über Afghanistan zu gewinnen. Britische Truppen besetzten Kabul und Kandahar und brachten Schodscha Schah Durrani, einen Angehörigen der früher regierenden Durrani-Dynastie, auf den Thron. Aufgrund eines Aufstandes der afghanischen Stämme mussten die Briten sich aber kurzzeitig zurückziehen und setzten Dost Mohammed wieder ein. In der Folgezeit wurde die Vereinigung Afghanistans durch Großbritannien unterstützt, um das weitere Vordringen Russlands und Persiens zu stoppen. So verhinderten die Briten z. B. die Rückeroberung Herats durch die Perser 1856.
Unter seinem Nachfolger Scher Ali Khan (1863–1879) kam es immer wieder zu Kämpfen mit anderen Thronanwärtern. Als er sich aber verstärkt an Russland anlehnte, kam es zum 2. Britisch-Afghanischen Krieg (1878–1881), bei dem die Briten Scher Ali Khan absetzten und Abdur Rahman Khan (1880–1901) installieren konnten. Allerdings mussten sich die britischen Truppen wegen des erneuten afghanischen Widerstands wieder zurückziehen.
Um russischen und persischen Interessen widerstehen zu können, erfolgte in der Folgezeit eine weitgehende Anlehnung an Großbritannien, (das Indien beherrschte). Dieser Einfluss wurde durch das Durand-Abkommen von 1893 gefestigt: die sogenannte Durand-Linie, die als Grenze zu Britisch-Indien neu festgelegt wurde und eine Vielzahl von afghanischen Gebieten unter britische Herrschaft kamen. Heute ist diese Linie für viele nationalistische Paschtunen eine Absurdität, weil sie durch ihre Stammesgebiete und Ländereien geht.
Unter Amanullah Khan (1919–1929) erreichte Afghanistan nach dem 3. Britisch-Afghanischen Krieg seine Unabhängigkeit und damit auch seinen außenpolitischen Handlungsspielraum. Er setzte Reformen nach dem Vorbild Atatürks durch und nahm 1926 den Königstitel an. Gegen die Reformen bildete sich aber der Widerstand der Stämme, die 1929 die Abdankung Amanullahs erzwangen. Nach den Unruhen befriedete Mohammed Nadir Schah (1929–1933) das Land wieder und erließ eine Verfassung, welche Afghanistan in eine konstitutionelle Monarchie umwandelte.
Die Modernisierung des Landes wurde auch unter Zahir Schah (1933–1973) fortgesetzt, der in seiner Außenpolitik zwischen der Sowjetunion und dem Westen balancierte. Allerdings kam es nach der Unabhängigkeit von Pakistan immer wieder zu Spannungen zwischen den beiden Staaten, da Afghanistan die Herrschaft über die Paschtunenstämme im pakistanischen Grenzgebiet beanspruchte. Im Juli 1973 wurde er aber durch einen Staatsstreich unter Ministerpräsident Daoud Khan (ebenfalls Angehöriger der Baraksai-Dynastie) gestürzt. Damit wurde die Monarchie in Afghanistan abgeschafft.